# Aleksander Brydak
Aleksander Brydak (ur. 24 marca 1957 zm. 11 kwietnia 2022 w Rzeszowie) – polski bokser, wielokrotny medalista mistrzostw Polski.
Wystąpił w wadze półśredniej (do 67 kg) na mistrzostwach Europy w 1979 w Kolonii, lecz przegrał pierwszą walkę z Jenő Danyim z Węgier.
Był mistrzem  Polski w wadze półśredniej w 1980, wicemistrzem w tej kategorii w 1979, 1981 i 1983 oraz brązowym medalistą w 1977 i 1978. Był również młodzieżowym mistrzem Polski w wadze lekkopółśredniej (do 63,5 kg) w 1976 i w wadze półśredniej w 1977.
W latach 1978–1979 trzykrotnie wystąpił w reprezentacji Polski, odnosząc 2 zwycięstwa i ponosząc 1 porażkę.
Zwyciężył w wadze półśredniej w Turnieju im. Feliksa Stamma w 1978 i 1979.
Zmarł tragicznie podczas prac przy swoim domu.